# A Million Bid (film 1927)
A Million Bid è un film muto del 1927 diretto da Michael Curtiz.
Il lavoro teatrale A Million Bid (New York, 5 ottobre 1908) di George Cameron - pseudonimo con il quale firmava i suoi lavori Gladys Rankin, conosciuta anche come Mrs.Drew - era già stato adattato per lo schermo nel 1914 con un altro A Million Bid prodotto dalla Vitagraph.

## Trama
Spinta dalla madre che vuole farle fare un matrimonio di interesse, benché sia innamorata di Robert Brent, un giovane chirurgo, Dorothy Gordon accetta di sposare il ricco Geoffrey Marsh. Durante un viaggio in mare, l'imbarcazione sulla quale si trova con Marsh naufraga: lei viene salvata, mentre l'uomo viene dato per morto. Curata da Brent, Dorothy si sposa con lui. Mentre è in attesa del loro bambino, Dorothy riconosce Marsh, colpito da amnesia, in uno dei pazienti del marito che il chirurgo deve operare per tentare di fargli recuperare la memoria. Pur se il successo dell'operazione porterà alla fine del suo matrimonio, il chirurgo non vuole venire meno al suo dovere di medico. L'intervento va a buon fine; ma Marsh, ormai guarito, si finge ancora affetto di amnesia per non rovinare la felicità di Dorothy.

## Produzione
Il film fu prodotto dalla Warner Bros.

## Distribuzione
Il copyright del film, richiesto dalla Warner Bros. Pictures, Inc., fu registrato il 19 maggio 1927 con il numero LP23986.
Distribuito dalla Warner Bros., il film uscì nelle sale USA il 28 maggio 1927.
Michael Curtiz, il regista, che aveva messo in atto tutta una serie di trucchi del mestiere per cercare di salvare il film, si era imbarcato nell'impresa disperata di rendere credibile la sceneggiatura di Robert Dillon, ma il pubblico non rispose e gli spettatori svanirono dalle sale.